# Luci Gel·li Publícola (cònsol 72 aC)
Luci Gel·li Publícola (en llatí Lucius Gellius Publicola) va ser un magistrat romà. Formava part de la gens Gèl·lia, d'origen samnita. Ni ell ni la seva família havien exercit abans alts càrrecs, però en algun moment va ser pretor i va rebre l'any següent el govern d'Acaia amb títol de procònsol. Durant el seu govern a Acaia, va oferir, com a burla, la seva mediació per a resoldre els conflictes entre diverses escoles filosòfiques d'Atenes. Va ser contubernialis (company d'armes) de Gai Papiri Carbó.
L'any 74 aC va defensar la causa de Marc Octavi Lígur, l'adversari del qual va ser injustament afavorit pel pretor Verres.
L'any 72 aC va ser elegit cònsol juntament amb Gneu Corneli Lèntul Clodià i va lluitar amb el seu col·lega a la Tercera Guerra Servil contra els esclaus revoltats d'Espàrtac. Va derrotar el lloctinent d'Espàrtac, de nom Crixus prop del mont Garganus a la Pulla (Crixus hi va morir). Els dos cònsols van atacar tot seguit Espàrtac, que va provar de fugir cap a la Gàl·lia pels Alps. Finalment, Espàrtac els va atacar per separat i els va derrotar a la regió dels Apenins. Els cònsols van haver de reunir les seves forces, però van ser derrotats altre cop al Picè.
Els dos cònsols van presentar i fer aprovar una llei per ratificar les concessions de ciutadania que havia fet Gneu Pompeu a Hispània. Una altra proposta dels cònsols va ser que cap provincial podria ser acusat de crims capitals en absència, una llei pensada contra Verres.
Dos anys després, l'any 70 aC va ser censor amb Lèntul, el seu col·lega de consolat i van exercir el càrrec amb severitat, expulsant a molts senadors entre els quals Gai Antoni Hibrida. El 67 aC i 66 aC va servir com un dels legats de Pompeu en la guerra contra els pirates, tenint al seu càrrec la costa de Toscana.
Durant la primera conspiració de Catilina es va fer un intent per apoderar-se de la seva flota, i encara que ho va poder evitar va estar a punt de morir. Per això l'any 63 aC va donar actiu suport a Ciceró i en endavant es va mostrar proper a l'orador i al partit aristocràtic. Una vegada vençuda la segona Conjuració de Catilina va proposar, pel paper que hi havia jugat, que es donés una corona cívica a Ciceró.
L'any 59 aC es va oposar a la llei agrària de Juli Cèsar. L'any 57 aC es va manifestar a favor de fer tornar de l'exili a Ciceró. Encara era viu el 55 aC, quan Ciceró va pronunciar el seu discurs (In Pisonem) contra Pisó, però probablement va morir poc després. Se sap que es va casar dues vegades.